# L.A. Salava

L. A. Salava.

Lauri Alfred Salava (till 1906 Stampel), född 8 april 1894 i Borgå, död 5 oktober 1955 i Helsingfors, var en finländsk författare och affärsman. 
Salava grundade 1922 det kortvariga bokförlaget Daimon (utgav bland annat Gunnar Björlings första diktsamling Vilande dag 1922) och publicerade samma år den tvåspråkiga kulturtidskriften Ultra; verkade senare bland annat som antikvitetsbokhandlare i Helsingfors. Han publicerade sju diktsamlingar på svenska, övervägande subjektiv bekännelselyrik med en pessimistisk grundton. Han skrev några böcker också på finska, bland annat grotesken Philip Pim, kärpästen kruunaamaton kuningas (1937), en satir över självgodheten och fåfängan i det mänskliga samhället.